# بیمارستان تنفسی بارلو
بیمارستان تنفسی بارلو (به انگلیسی: Barlow Respiratory Hospital) بیمارستانی در شهر لس‌آنجلس کشور ایالات متحده آمریکا است که در سال ۱۹۰۲ میلادی ساخته شده است.